# Sport-Verein Werder von 1899 1976-1977
Questa voce raccoglie le informazioni riguardanti il Sport-Verein Werder von 1899 nelle competizioni ufficiali della stagione 1976-1977.

## Stagione
Nella stagione 1976-1977 il Werder Brema, allenato da Hans Tilkowski, concluse il campionato di Bundesliga al 11º posto. In Coppa di Germania il Werder Brema fu eliminato agli ottavi di finale dal Bayer Uerdingen.

## Rosa
| N. |                      | Ruolo | Calciatore           |
| -- | -------------------- | ----- | -------------------- |
|    | Germania (bandiera)  | P     | Dieter Burdenski     |
|    | Germania (bandiera)  | P     | Rolf Meyer           |
|    | Germania (bandiera)  | P     | Albert Voß           |
|    | Germania (bandiera)  | D     | Karlheinz Geils      |
|    | Germania (bandiera)  | D     | Horst-Dieter Höttges |
|    | Germania (bandiera)  | D     | Karl-Heinz Kamp      |
|    | Germania (bandiera)  | D     | Mario Kontny         |
|    | Danimarca (bandiera) | D     | Per Røntved          |
|    | Germania (bandiera)  | C     | Uwe Bracht           |
|    | Germania (bandiera)  | C     | Franz Hiller         |
|    | Serbia (bandiera)    | C     | Miodrag Petrović     |

| N. |                     | Ruolo | Calciatore          |
| -- | ------------------- | ----- | ------------------- |
|    | Germania (bandiera) | C     | Jürgen Röber        |
|    | Germania (bandiera) | C     | Norbert Siegmann    |
|    | Ghana (bandiera)    | C     | Ibrahim Sunday      |
|    | Grecia (bandiera)   | A     | Dimitrios Daras     |
|    | Germania (bandiera) | A     | Werner Görts        |
|    | Germania (bandiera) | A     | Jens Knop           |
|    | Germania (bandiera) | A     | Hartmut Konschal    |
|    | Germania (bandiera) | A     | Karlheinz Meininger |
|    | Germania (bandiera) | A     | Wilhelm Mense       |
|    | Germania (bandiera) | A     | Volker Ohling       |
|    | Germania (bandiera) | A     | Werner Weist        |

## Organigramma societario
Area tecnica
- Allenatore: Hans Tilkowski
- Allenatore in seconda:
- Preparatore dei portieri:
- Preparatori atletici:

## Calciomercato

### Sessione estiva
| Acquisti | Acquisti            | Acquisti               | Acquisti |
| R.       | Nome                | da                     | Modalità |
| -------- | ------------------- | ---------------------- | -------- |
| A        | Hartmut Konschal    | Eintracht Braunschweig |          |
| A        | Karlheinz Meininger | Norimberga             |          |
| A        | Wilhelm Mense       | Arminia Gütersloh      |          |
| C        | Miodrag Petrović    | Westfalia Herne        |          |
| C        | Norbert Siegmann    | TeBe Berlino           |          |

| Cessioni | Cessioni         | Cessioni          | Cessioni |
| R.       | Nome             | a                 | Modalità |
| -------- | ---------------- | ----------------- | -------- |
| A        | Georg Müllner    | Eintracht Treviri |          |
| A        | Wolfgang Schlief | Eintracht Treviri |          |
| A        | Sanny Åslund     | AIK               |          |
| C        | Dimitrios Daras  | Werder Brema II   |          |
| D        | Klaus Rütten     | Greuther Fürth    |          |

### Sessione invernale
| Acquisti | Acquisti | Acquisti | Acquisti |
| R.       | Nome     | da       | Modalità |
| -------- | -------- | -------- | -------- |

| Cessioni | Cessioni | Cessioni | Cessioni |
| R.       | Nome     | a        | Modalità |
| -------- | -------- | -------- | -------- |

## Risultati

### Bundesliga

#### Girone di andata
| Arbitro: | Gabor |

|                                    |           |                      |
| Oblak 15’ Bongartz 24’ Fischer 67’ | Marcatori | 40’ Kamp 86’ Røntved |

| Arbitro: | Hennig |

|                               |           |                       |
| Röber 40’ (rig.) Konschal 60’ | Marcatori | 30’, 56’ Steffenhagen |

| Arbitro: | Waltert |

|                               |           |  |
| Røntved 3’ (aut.), 85’ (aut.) | Marcatori |  |

| Arbitro: | Burgers |

|             |           |            |
| Røntved 24’ | Marcatori | 15’ Janzon |

| Arbitro: | Messmer |

|                                           |           |           |
| Bonhof 24’ (rig.) Köppel 35’ Del'Haye 81’ | Marcatori | 54’ Mense |

| Arbitro: | Joos |

|                               |           |                    |
| Seliger 40’ (aut.) Hiller 75’ | Marcatori | 10’ Worm 60’ Dietz |

| Arbitro: | Ahlenfelder |

|                   |           |            |
| Granitza 17’, 82’ | Marcatori | 50’ Hiller |

| Arbitro: | Schmoock |

|                    |           |  |
| Röber 40’ Kamp 47’ | Marcatori |  |

| Arbitro: | Haselberger |

|                       |           |                                             |
| Ackermann 4’ Vöge 34’ | Marcatori | 11’, 87’ Konschal 35’ Røntved 64’ Meininger |

| Arbitro: | Fork |

|                     |           |                                            |
| Weist 36’ Röber 88’ | Marcatori | 19’ Müller 68’ Dürnberger 73’ (aut.) Geils |

| Arbitro: | Hennig |

|                         |           |  |
| Bracht 53’ Konschal 60’ | Marcatori |  |

| Essen 6 novembre 1976, ore 15:30 CET 12ª giornata | Rot-Weiss Essen | 0 – 0 referto | Werder Brema | Georg-Melches-Stadion (8 000 spett.)\| Arbitro: \| Frickel \| |
| Arbitro:                                          | Frickel         |               |              |                                                               |

| Arbitro: | Engel |

|                     |           |                |
| Weist 4’ Bracht 49’ | Marcatori | 20’ Hölzenbein |

| Arbitro: | Gabor |

|                             |           |                     |
| Allofs 2’ Szymanek 31’, 59’ | Marcatori | 71’ Röber 85’ Görts |

| Arbitro: | Waltert |

|                        |           |                     |
| Röber 7’ Meininger 44’ | Marcatori | 55’ Erler 90’ Frank |

| Arbitro: | Eschweiler |

|                         |           |                                     |
| Subklewe 39’ Schulz 44’ | Marcatori | 6’, 79’ Siegmann 47’ Görts 76’ Kamp |

| Arbitro: | Aldinger |

|                       |           |            |
| Røntved 52’ Röber 53’ | Marcatori | 28’ Müller |

#### Girone di ritorno
| Arbitro: | Haselberger |

|               |           |             |
| Meininger 33’ | Marcatori | 26’ Fischer |

| Arbitro: | Eschweiler |

|                                                            |           |                                    |
| Memering 19’ Volkert 67’, 72’ Steffenhagen 70’ Reimann 88’ | Marcatori | 45’ Görts 82’ Bracht 89’ Meininger |

| Arbitro: | Kindervater |

|               |           |  |
| Meininger 34’ | Marcatori |  |

| Arbitro: | Ahlenfelder |

|                                     |           |               |
| Struth 24’ Balevski 60’ Schäfer 78’ | Marcatori | 90’ Meininger |

| Arbitro: | Joos |

|               |           |  |
| Meininger 46’ | Marcatori |  |

| Arbitro: | Meuser |

|                                  |           |  |
| Bücker 13’ Seliger 28’ Dietz 48’ | Marcatori |  |

| Arbitro: | Hilker |

|                    |           |  |
| Höttges 33’ (rig.) | Marcatori |  |

| Arbitro: | Walz |

|  |           |                         |
|  | Marcatori | 22’ Röber 86’ Meininger |

| Arbitro: | Quindeau |

|                                               |           |  |
| Meininger 18’ Höttges 74’ (rig.) Konschal 90’ | Marcatori |  |

| Arbitro: | Hennig |

|          |           |  |
| Roth 66’ | Marcatori |  |

| Arbitro: | Dölfel |

|                                      |           |                     |
| Pirrung 46’ Toppmöller 55’, 65’, 75’ | Marcatori | 23’ Kamp 77’ Bracht |

| Arbitro: | Walther |

|                                         |           |              |
| Røntved 15’ Röber 47’ Wörmer 76’ (aut.) | Marcatori | 38’ Hrubesch |

| Arbitro: | Kindervater |

|                                                                        |           |               |
| Kraus 5’, 52’ Wenzel 13’, 89’ Trinklein 61’ Reichel 65’ Hölzenbein 76’ | Marcatori | 42’ Meininger |

| Arbitro: | Zuchantke |

|  |           |                            |
|  | Marcatori | 54’ (rig.) Brei 81’ Allofs |

| Arbitro: | Burgers |

|  |           |             |
|  | Marcatori | 49’ Røntved |

| Brema 14 maggio 1977, ore 15:30 CEST 33ª giornata | Werder Brema | 0 – 0 referto | TeBe Berlino | Weserstadion (8 000 spett.)\| Arbitro: \| Biwersi \| |
| Arbitro:                                          | Biwersi      |               |              |                                                      |

| Arbitro: | Klauser |

|                                    |           |  |
| Flohe 10’ Overath 29’ van Gool 83’ | Marcatori |  |

### Coppa di Germania
| Arbitro: | Leyding |

|                                                     |           |  |
| Bracht 32’ Röber 51’ Kamp 65’ Langensteg 72’ (aut.) | Marcatori |  |

| Arbitro: | Zuchantke |

|                                                       |           |            |
| Röber 39’ (rig.), 75’ (rig.), 86’ (rig.) Petrović 43’ | Marcatori | 90’ Hammes |

| Arbitro: | Gabor |

|                                   |           |  |
| Röber 49’ Görts 65’ Meininger 76’ | Marcatori |  |

| Arbitro: | Kettenbach |

|                         |           |  |
| Franke 66’ Mattsson 88’ | Marcatori |  |

## Statistiche

### Statistiche di squadra
| Competizione      | Punti | In casa | In casa | In casa | In casa | In casa | In casa | In trasferta | In trasferta | In trasferta | In trasferta | In trasferta | In trasferta | Totale | Totale | Totale | Totale | Totale | Totale | DR |
| Competizione      | Punti | G       | V       | N       | P       | Gf      | Gs      | G            | V            | N            | P            | Gf           | Gs           | G      | V      | N      | P      | Gf     | Gs     | DR |
| ----------------- | ----- | ------- | ------- | ------- | ------- | ------- | ------- | ------------ | ------------ | ------------ | ------------ | ------------ | ------------ | ------ | ------ | ------ | ------ | ------ | ------ | -- |
| Bundesliga        | 33    | 17      | 9       | 6       | 2       | 27      | 16      | 17           | 4            | 1            | 12           | 24           | 43           | 34     | 13     | 7      | 14     | 51     | 59     | -8 |
| Coppa di Germania | -     | 3       | 3       | 0       | 0       | 11      | 1       | 1            | 0            | 0            | 1            | 0            | 2            | 4      | 3      | 0      | 1      | 11     | 3      | +8 |
| Totale            | 33    | 20      | 12      | 6       | 2       | 38      | 17      | 18           | 4            | 1            | 13           | 24           | 45           | 38     | 16     | 7      | 15     | 62     | 62     | 0  |

### Andamento in campionato
| Giornata  | 1  | 2  | 3  | 4  | 5  | 6  | 7  | 8  | 9  | 10 | 11 | 12 | 13 | 14 | 15 | 16 | 17 | 18 | 19 | 20 | 21 | 22 | 23 | 24 | 25 | 26 | 27 | 28 | 29 | 30 | 31 | 32 | 33 | 34 |
| --------- | -- | -- | -- | -- | -- | -- | -- | -- | -- | -- | -- | -- | -- | -- | -- | -- | -- | -- | -- | -- | -- | -- | -- | -- | -- | -- | -- | -- | -- | -- | -- | -- | -- | -- |
| Luogo     | T  | C  | T  | C  | T  | C  | T  | C  | T  | C  | C  | T  | C  | T  | C  | T  | C  | C  | T  | C  | T  | C  | T  | C  | T  | C  | T  | T  | C  | T  | C  | T  | C  | T  |
| Risultato | P  | N  | P  | N  | P  | N  | P  | V  | V  | P  | V  | N  | V  | P  | N  | V  | V  | N  | P  | V  | P  | V  | P  | V  | V  | V  | P  | P  | V  | P  | P  | V  | N  | P  |
| Posizione | 13 | 13 | 16 | 16 | 16 | 16 | 16 | 16 | 11 | 13 | 11 | 11 | 10 | 12 | 12 | 11 | 9  | 9  | 11 | 9  | 12 | 10 | 12 | 13 | 11 | 8  | 10 | 11 | 11 | 11 | 12 | 10 | 11 | 11 |

Legenda:

Luogo: C = Casa; T = Trasferta. Risultato: V = Vittoria; N = Pareggio; P = Sconfitta.

### Statistiche dei giocatori
| Giocatore    | Bundesliga | Bundesliga | Bundesliga  | Bundesliga | Coppa di Germania | Coppa di Germania | Coppa di Germania | Coppa di Germania | Totale   | Totale | Totale      | Totale     |
| Giocatore    | Presenze   | Reti       | Ammonizioni | Espulsioni | Presenze          | Reti              | Ammonizioni       | Espulsioni        | Presenze | Reti   | Ammonizioni | Espulsioni |
| ------------ | ---------- | ---------- | ----------- | ---------- | ----------------- | ----------------- | ----------------- | ----------------- | -------- | ------ | ----------- | ---------- |
| U. Bracht    | 30         | 4          | 1           | 0          | 3                 | 1                 | 1                 | 0                 | 33       | 5      | 2           | 0          |
| D. Burdenski | 34         | 0          | 0           | 0          | 4                 | 0                 | 0                 | 0                 | 38       | 0      | 0           | 0          |
| D. Daras     | 1          | 0          | 0           | 0          | 0                 | 0                 | 0                 | 0                 | 1        | 0      | 0           | 0          |
| K. Geils     | 28         | 0          | 3           | 0          | 3                 | 0                 | 1                 | 0                 | 31       | 0      | 4           | 0          |
| W. Görts     | 29         | 3          | 0           | 0          | 3                 | 1                 | 0                 | 0                 | 32       | 4      | 0           | 0          |
| F. Hiller    | 34         | 2          | 0           | 0          | 4                 | 0                 | 1                 | 0                 | 38       | 2      | 1           | 0          |
| H. Höttges   | 32         | 2          | 3           | 0          | 3                 | 0                 | 1                 | 0                 | 35       | 2      | 4           | 0          |
| K. Kamp      | 34         | 4          | 3           | 0          | 4                 | 1                 | 0                 | 0                 | 38       | 5      | 3           | 0          |
| J. Knop      | 0          | 0          | 0           | 0          | 1                 | 0                 | 0                 | 0                 | 1        | 0      | 0           | 0          |
| H. Konschal  | 31         | 5          | 1           | 0          | 4                 | 0                 | 0                 | 0                 | 35       | 5      | 1           | 0          |
| M. Kontny    | 0          | 0          | 0           | 0          | 0                 | 0                 | 0                 | 0                 | 0        | 0      | 0           | 0          |
| K. Meininger | 28         | 10         | 1           | 0          | 4                 | 1                 | 0                 | 0                 | 32       | 11     | 1           | 0          |
| W. Mense     | 5          | 1          | 0           | 0          | 0                 | 0                 | 0                 | 0                 | 5        | 1      | 0           | 0          |
| R. Meyer     | 0          | 0          | 0           | 0          | 0                 | 0                 | 0                 | 0                 | 0        | 0      | 0           | 0          |
| G. Müllner   | 2          | 0          | 0           | 0          | 0                 | 0                 | 0                 | 0                 | 2        | 0      | 0           | 0          |
| V. Ohling    | 9          | 0          | 0           | 0          | 2                 | 0                 | 0                 | 0                 | 11       | 0      | 0           | 0          |
| M. Petrović  | 26         | 0          | 2           | 0          | 2                 | 1                 | 0                 | 0                 | 28       | 1      | 2           | 0          |
| J. Röber     | 34         | 8          | 0           | 0          | 4                 | 5                 | 0                 | 0                 | 38       | 13     | 0           | 0          |
| P. Røntved   | 29         | 6          | 3           | 1          | 4                 | 0                 | 0                 | 0                 | 33       | 6      | 3           | 1          |
| N. Siegmann  | 23         | 2          | 3           | 0          | 3                 | 0                 | 0                 | 0                 | 26       | 2      | 3           | 0          |
| I. Sunday    | 0          | 0          | 0           | 0          | 1                 | 0                 | 0                 | 0                 | 1        | 0      | 0           | 0          |
| A. Voß       | 0          | 0          | 0           | 0          | 0                 | 0                 | 0                 | 0                 | 0        | 0      | 0           | 0          |
| W. Weist     | 14         | 2          | 0           | 0          | 0                 | 0                 | 0                 | 0                 | 14       | 2      | 0           | 0          |